# Rancho Nuevo, Xiutetelco
Rancho Nuevo är en ort i Mexiko.   Den ligger i kommunen Xiutetelco och delstaten Puebla, i den sydöstra delen av landet, 190 km öster om huvudstaden Mexico City. Rancho Nuevo ligger 2 856 meter över havet och antalet invånare är 149.
Terrängen runt Rancho Nuevo är kuperad. Runt Rancho Nuevo är det ganska glesbefolkat, med 45 invånare per kvadratkilometer. Närmaste större samhälle är Teziutlan, 13,0 km norr om Rancho Nuevo. I omgivningarna runt Rancho Nuevo växer huvudsakligen savannskog.